# أوريسي ياتسورا
أوريسي ياتسورا (باليابانية: うる星やつら) هي سلسلة مانغا كوميدية يابانية من تأليف ورسم روميكو تاكاهاشي، نشرتها مجلة شونن سندي الأسبوعية من عام 1978 إلى عام 1987، فيما تم عرض سلسلة أنمي من 195 حلقة لهذه المانغا استمرت من عام 1981 إلى عام 1986. حظيت السلسلة باستقبال إيجابي داخل وخارج اليابان من المعجبين والنقاد على حد سواء. المانغا لديها أكثر من 35 مليون نسخة متداولة، مما يجعلها واحدة من سلسلة المانغا الأكثر مبيعًا على الإطلاق. في عام 1980، حصلت سلسلة مانغا على جائزة شوغاكوغان مانغا السادسة والعشرون في فئة شونين، بالإضافة إلى جائزة سييون الثامنة عشرة لأفضل فيلم كوميدي في عام 1987.

## القصة
قصة المانغا تتكلم عن مجموعة من شياطين الأوني تحتل الأرض. لكن بدلاً من أخذ الأرض بقوة يخيرون سكان الأرض بالقيام بتحدي. ينصب الاختيار في التحدي لأتارو موروبوشي وهو طالب كسول في وأخرق في الثانوية من مدينة يابانية تدعى تومبيكي ليواجه الأميرة لوم ابنة قائد جيش الأونيين. بعكس المتوقع يهتم أتارو بالتحدي ويتطلع لمقابلة الأميرة لوم. وعن بدأ التحدي تفاجئ أتارو الجميع بالطيران فوقهم ما يجعل أتارو غير قادر على الإمساك بها. لكن عشيقة أتارو شينوبو مياكي تقوم بدعم أتارو وتتوعده بالزواج منه في حالة فوزه بالتحدي. في اليوم الأخير يفوز أتارو بالتحدي بعد تمكنه من سرقة البيكيني الخاص بلوم وألذي يجعلها غير قادرة على حماية قرونها. أثناء الاحتفال بالزواج يصبح أتارو قادر على الزواج. تقوم بعد ذلك لوم بمقاطعة الاحتفال وتقع لوم بحب أتارو. على الرغم أن أتارو لم يبلي اهتمامه بلوم خوفاً من قطع علاقته مع شينوبو، لكن لوم تحاول بعد ذلك بكل الطرق كيف تأخذ اهتمام أوتارو.

## روابط خارجية
- أوريسي ياتسورا على موقع ANN manga (الإنجليزية)